# Arthur Mabillon
Pour les articles homonymes, voir Mabillon.
François Arthur Mabillon, référencé sous le nom d'Artur Mabellon dans les rapports olympiques, est un archer français né le 13 octobre 1888 à Claye-Souilly (Seine-et-Marne) et mort le 13 octobre 1961 à Claye-Souilly.

## Biographie
Arthur Mabillon participe aux épreuves de tir à l'arc aux Jeux olympiques d'été de 1920 à Anvers. Il remporte deux médailles d'argent en 33 mètres par équipe et en 50 mètres par équipes ainsi qu'une médaille de bronze en 28 mètres par équipe.